# Anton Gerbec
Anton Gerbec, slovenski rimskokatoliški duhovnik, * 14. januar 1885, Kobdilje, † 16. avgust 1955, Gorica. 

## Življenje in delo
Bogoslovje je študiral v Gorici in bil v goriški stolnici 14. julija 1907 posvečen v duhovnika. Septembra 1907 je nastopil službo kaplana v Kobaridu, septembra 1911 pa postal kurat v Mirniku (ital. Mirnicco) v Goriških Brdih. Ko so 24. maja 1915 napovedali Italiji vojno, so  Gerbca odpeljali v internacijo, kjer je ostal do konca vojne. Januarja 1920 je postal župnik v Vrabčah, septembra 1923 v Devinu in 1. januarja 1929 v Nabrežini. Tu je prišel v spor s fašistično policijo, se župnji odpovedal in oktobra 1940 prišel za vikarja na 
Srednje pri Kanalu ob Soči. Leta 1944 so Nemci vas požgali. Zapustil je vas in februarja 1946 postal kurat v Dolenjih Gabrjah pri Sovodnjah (ital. Savogna d'Isonzo). Ko se je 16. avgusta 1955 z vlakom vračal iz Gorice, kamor je nesel članek s pridigo za Katoliški glas je v Rubijah (ita. Castel-Rubbia) padel z vlaka in se hudo ponesrečil. Umrl je še isti dan v goriški bolnišnici. V Dolenjih Gaberjah je imel veličasten pogreb, pokopali pa so ga po njegovi želji v Nabrežini. Gerbec je bil priljubljen duhovnik. V življenju je doživel veliko hudih preizkušenj, a ostal vedno trdno narodno zaveden. 